# ノボケイン/局部麻酔の罠
『ノボケイン/局部麻酔の罠』（ノボケイン/きょくぶますいのわな、Novocaine） は、2001年に製作されたデイヴィッド・アトキンス監督、スティーヴ・マーティン主演のサスペンス映画である。

## 概要
人気コメディ俳優のスティーヴ・マーティンが窮地に追い込まれる歯科医をシリアスにそして繊細に演じきった作品。共演にはイギリス出身の個性派女優ヘレナ・ボナム＝カーターをはじめ、ローラ・ダーン、スコット・カーン。監督は、本作が初監督作品となるデイヴィッド・アトキンス。サスペンス映画である本作だが、ところどころにスティーヴ・マーティンならではのユーモアもちりばめられており、リラックスしてみることが出来る佳作である。

## あらすじ
歯科医として成功して自分の診療所も持ち、安定した生活を送るフランク（スティーヴ・マーティン）。恋人で診療所の歯科衛生士であるジーン（ローラ・ダーン）ともうまくいっており、何もかも順調な日々を送っていた。ある日、そんなフランクの診療所へスーザンという診察客（ヘレナ・ボナム＝カーター）が現れる。麻酔薬を薬物中毒者へ転売することが目当てのスーザンはフランクに色仕掛けで処方を要求。その魅力に負けたフランクはスーザンと一線を越え、おまけに診療所に置いてある麻酔薬を大量に盗まれてしまった。
翌日、盗まれた麻酔薬は密売されて町中に出回り始めた。出所についてフランクは自分は無関係であると嘘をつく。しかし、次第にその嘘は自分への疑惑をさらに大きくしてしまい、最終的には殺人容疑で警察から追われる羽目になる。すべてを順調に築いてきた人生が徐々に狂い始めたフランクは、自分が誰かの罠にかかっていることを気づき始める。

## スタッフ・キャスト

### キャスト
| 役名                   | 俳優                               | 日本語吹替 |
| ---------------------- | ---------------------------------- | ---------- |
| フランク・サングスター | スティーヴ・マーティン             | 稲垣隆史   |
| スーザン               | ヘレナ・ボナム＝カーター           | 湯屋敦子   |
| ジーン                 | ローラ・ダーン                     | 林佳代子   |
| デュアン               | スコット・カーン                   | 神奈延年   |
| ハーラン               | イライアス・コティーズ             | 岩崎ひろし |
| マイク                 | チェルシー・ロス                   |            |
| ラント                 | キース・デイヴィッド               | 楠見尚己   |
| パット                 | リン・シグペン                     | 西宏子     |
| ランス                 | ケヴィン・ベーコン ※ノンクレジット |            |

- その他の声の吹き替え：木下浩之、大滝寛／朝倉佐知／松本大／柳沢真由美／木村雅史／村竹あおい／重松朋
- 日本語版制作スタッフ 演出：中野洋志、翻訳：瀬谷玲子、制作：ACクリエイト

### スタッフ
- 監督：デイヴィッド・アトキンス
- 製作：ミシェル・ワイスラー
- 製作：ポール・モーンズ、ダニエル・M・ローゼンバーグ
- 脚本：デイヴィッド・アトキンス、ポール・フェロプロス
- 音楽：スティーヴ・バーテック、ダニー・エルフマン
- 撮影：ヴィルコ・フィラチ
- 編集：メロディ・ロンドン